# Iberina mazarredoi
Iberina mazarredoi är en spindelart som beskrevs av Simon 1881. Iberina mazarredoi ingår i släktet Iberina och familjen panflöjtsspindlar.
Artens utbredningsområde är Frankrike. Inga underarter finns listade i Catalogue of Life.